# Helmut Teitzel
Helmut Teitzel (* 4. Juli 1934 in Göttingen) ist ein ehemaliger deutscher Gewerkschafter.

## Werdegang
Nach dem Besuch der Volksschule absolvierte Teitzel zunächst eine Lehre als Schuhmacher und arbeitete anschließend als Schuhfabrikarbeiter in Sudheim. 1956 trat er der Gewerkschaft Leder bei.
Ab 1964 war Teitzel als Sekretär in der Ortsverwaltung Pirmasens der Gewerkschaft Leder tätig, bevor er 1968 zum Tarifsekretär in der Hauptvorstandsverwaltung in Stuttgart berufen wurde.
Seine weitere gewerkschaftliche Laufbahn führte ihn auf dem 11. Gewerkschaftstag 1976 als stellvertretenden Bundesvorsitzenden in den Bundesvorstand. Auf dem 12. Gewerkschaftstag, der vom 7. bis 10. Mai 1980 in Düsseldorf stattfand, wurde er dann zum Nachfolger von Gerhard van Haaren gewählt, der aus gesundheitlichen Gründen nicht wieder für das Amt des Bundesvorsitzenden kandidierte. Am 2. März 1983 wurde er auch Mitglied im geschäftsführenden Bundesvorstand des Deutschen Gewerkschaftsbundes, dem er bis 1994 angehörte. Dort leitete Teitzel die Abteilung Finanzen. Anschließend trat er in den Ruhestand.
Helmut Teitzel war Mitglied der Sozialdemokratischen Partei Deutschlands (SPD).